# Arzano (Francja)
Arzano (bret. An Arzhanaou) – miejscowość i gmina we Francji, w regionie Bretania, w departamencie Finistère.
Według danych na rok 1990 gminę zamieszkiwały 1224 osoby, a gęstość zaludnienia wynosiła 36 osób/km² (wśród 1269 gmin Bretanii Arzano plasuje się na 498. miejscu pod względem liczby ludności, natomiast pod względem powierzchni na miejscu 212.).